# 위장출석
위장출석(僞裝出席)은 공소장의 피고인 특정을 잘 되었는데 다른 자가 공판정에 위장출석한 경우를 말한다. 피고인으로 행동하는 사람(형식적 피고인)과 검사가 지정한 사람(실질적 피고인) 둘 다 피고인의 지위를 가지는 현상이 발생한다.

## 학설

### 의사설
검사의 의사를 기준으로 한다는 견해이다. 

### 표시설
공소장의 기재내용을 기준으로 한다는 견해이다. 

### 행위설
피고인으로 행위하거나 피고인으로 취급된 자가 피고인이라는 견해이다. 

## 참조판례
- 대법원 1993.1.19. 선고 92도2554
- 대법원 1984.9.25. 선고 84도1610